# Magnus Millang
Magnus Millang (født 20. juli 1981 i København) er dansk manuskriptforfatter, skuespiller, komiker og instruktør. Han har bl.a. medvirket i Druk, Brian Mørk Show, Mørk og Jul, Silat Ninjaen, den2.side og Zulu Gumball. I serien Mørk & Jul blev Millang allerbedst kendt for sin aktivist karakter, Basher Henrik. En karakter som i 2008 fik et stort liv på youtube.
Millang er den ene del af comedyduoen Danish Dynamite. Hér er han allerbedst kendt i rollen som den selvglade ejendomsmægler, Jeppe Kaufmann ("Jeppe K").
I 2016 fik Millang sin første større spillefilmsrolle i Thomas Vinterbergs film, Kollektivet.
Millang arbejdede første gang sammen med sin lillebror, Emil Millang, i 2016 hvor de lavede en kort komedie webserie, WTF gør vi med klimaet. Med humor satte brødrene fokus på global opvarmning.
Millang debuterede som filminstruktør med komedien Selvhenter. Filmen har han skrevet med sin lillebror Emil Millang og er inspireret af brødrenes egen opvækst. De spiller selv brødrene i filmen, hvor de tager til Spanien for at hente deres far hjem, som er død efter alkoholisme. Egentlig skulle de stå for en klassisk hjemtransport, men grundet økonomiske problemer ender de med selv at transportere faren hjem. En rejse, som ikke forløber helt som planlagt.
På sociale medier har Millang haft succes med konceptet, "FREITAG", hvor han med cykel-solbriller og technomusik hylder ugedagen, fredag.
I 2020 har Millang en større rolle i Thomas Vinterbergs film, Druk.
I 2021 fik Magnus Millang sit tredje barn, som blev født natten til den 93. oscaruddeling, hvor filmen Druk vandt i kategorien 'bedste fremmedsprogede film'

## Filmografi
| År   | Titel             | Rolle                    | Noter   |
| ---- | ----------------- | ------------------------ | ------- |
| 2013 | Kvinden i buret   | Daniel Hale              |         |
| 2016 | Kollektivet       | Steffen                  |         |
| 2017 | Dan-Dream         | Vonsil                   |         |
| 2018 | Kursk             | Oleg Lebedev             |         |
| 2019 | Selvhenter        | Magnus                   |         |
| 2020 | Druk              | Psykologilæreren Nikolaj |         |
| 2022 | Borgen (tv-serie) | Rasmus Gren Lundbæk      |         |
| 2022 | Klovn             | Ham selv                 | Sæson 9 |